# Les Divertissements pour un empereur

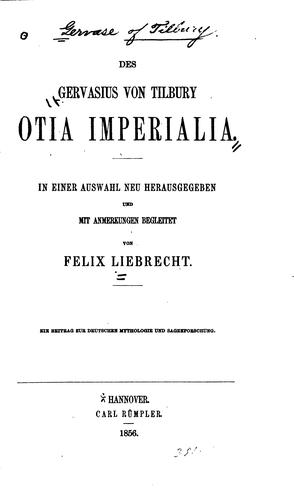
Page titre de l'édition de 1856.

Les Divertissements pour un empereur (appelés également en latin : Liber facetiarum, Otia imperialia, Liber de mirabilibus mundi, Solatia imperatoris ou Descriptio totius orbis) sont un ouvrage encyclopédique de Gervais de Tilbury. 
Ils furent à l'origine destinés au prince puis roi d'Angleterre, Henri le Jeune, mais à la suite du décès de celui-ci, il est remis à l'empereur Otton IV de Brunswick, en 1214 ou 1215. 
Gervais de Tilbury le compléta durant toute sa vie, au début dans le but de distraire le prince anglais, d'où son premier titre, Liber facetiarum (Livre ou recueil de divertissements), un manuscrit aujourd'hui perdu. Puis Gervais, de 1210 à 1214, composa ses Otia Imperialia pour Otton. Cet ouvrage est contemporain d'autres sommes telles le Liber exceptionum de Richard de Saint-Victor ou les Speculum de Vincent de Beauvais.

## Contenu
Les Divertissements pour un empereur sont assez proches d'une encyclopédie dans la mesure où ils rassemblent les connaissances de l'époque entre autres sur l'histoire, la cosmographie, et les sciences naturelles. 
Écrit en latin, cet ouvrage est divisé en trois parties : la première concerne la création et les premiers temps du monde, la deuxième une description des parties du monde, des provinces et des peuples, et la troisième une série de merveilles du monde.
Jacques Le Goff écrit que : "Gervais de Tilbury, qui poursuit un but scientifique, s'intéresse tout particulièrement aux curiosités et aux merveilles de la nature, d'une part, aux êtres fantastiques et monstrueux de l'autre. Ces êtres sont pour lui diaboliques et il est prompt à voir souvent la main de Satan. Pourtant, il semble parfois hésiter entre une explication surnaturelle et une explication naturelle. Il les présente l'une après l'autre sans choisir." Suit la liste de ces "mirabilia", en latin puis en français, dont une histoire de lycanthropie et des histoires de morts vivants, de femmes possédées, de lamies et de dracs. Il contient notamment le premier récit de la légende de la fée Mélusine.
Il fit l'objet de deux traductions en français au XIVe siècle dont une de Jean de Vignay.